# ساتومی اوکا
ساتومی اوکا (انگلیسی: Satomi Oka; ۱۵ سپتامبر ۱۹۳۵ – ۲۴ آوریل ۲۰۲۴) بازیگر اهل ژاپن بود.
از فیلم‌ها یا برنامه‌های تلویزیونی که وی در آن نقش داشته است می‌توان به بوشیدو، حماسه سامورایی، آکو روشی اشاره کرد.